# Patena

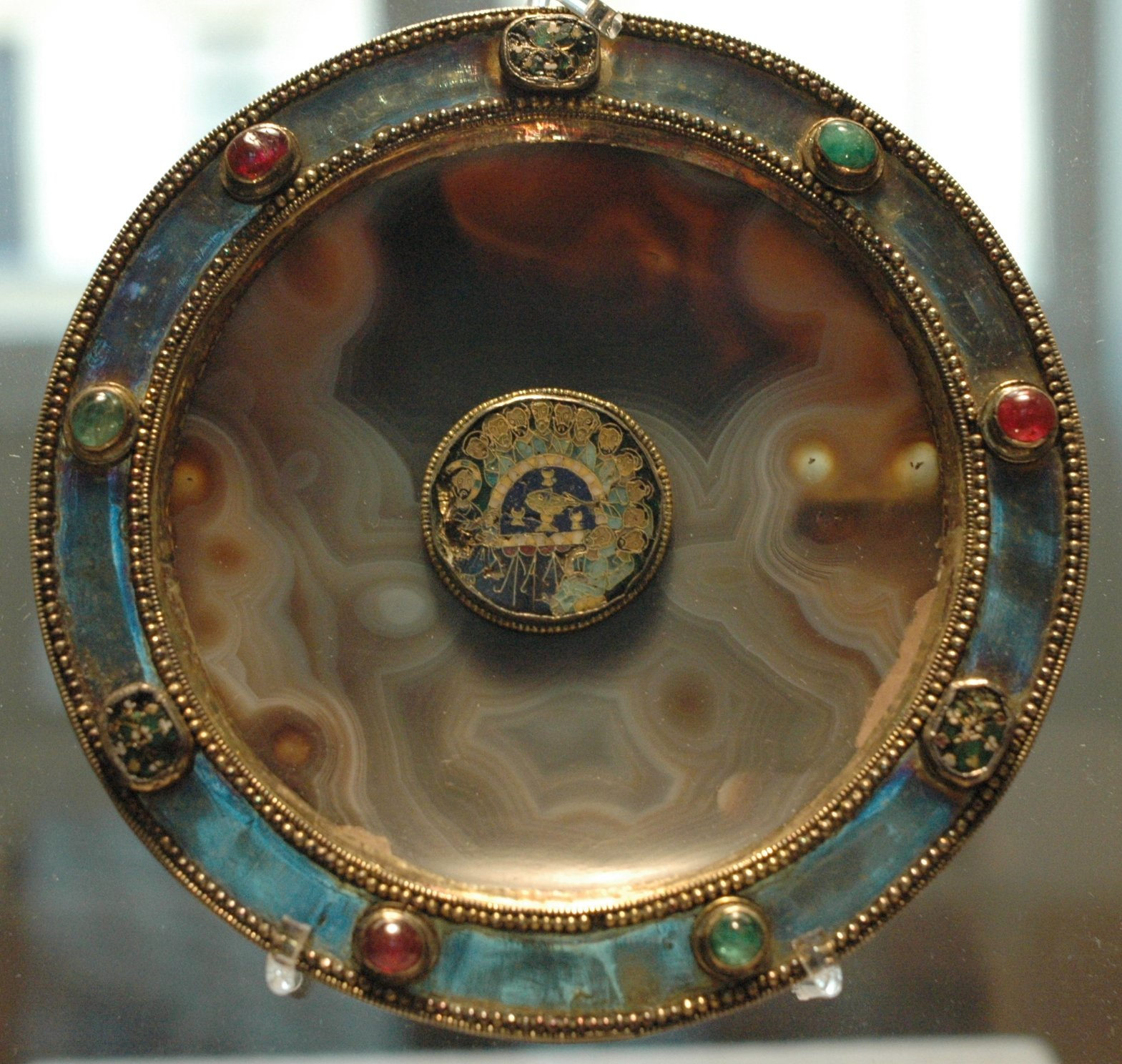
Patena bizantina conservata al Louvre di Parigi

La patena è un oggetto liturgico usato durante la celebrazione eucaristica dalla Chiesa cattolica, dalla Chiesa ortodossa e da varie altre confessioni cristiane.
È un piatto d'oro o d'argento, usato dal sacerdote celebrante per coprire il calice e posarvi l'ostia. La forma è circolare, di alcuni centimetri di diametro.
Durante la celebrazione eucaristica l'ostia vi viene posta sopra prima di essere consacrata.

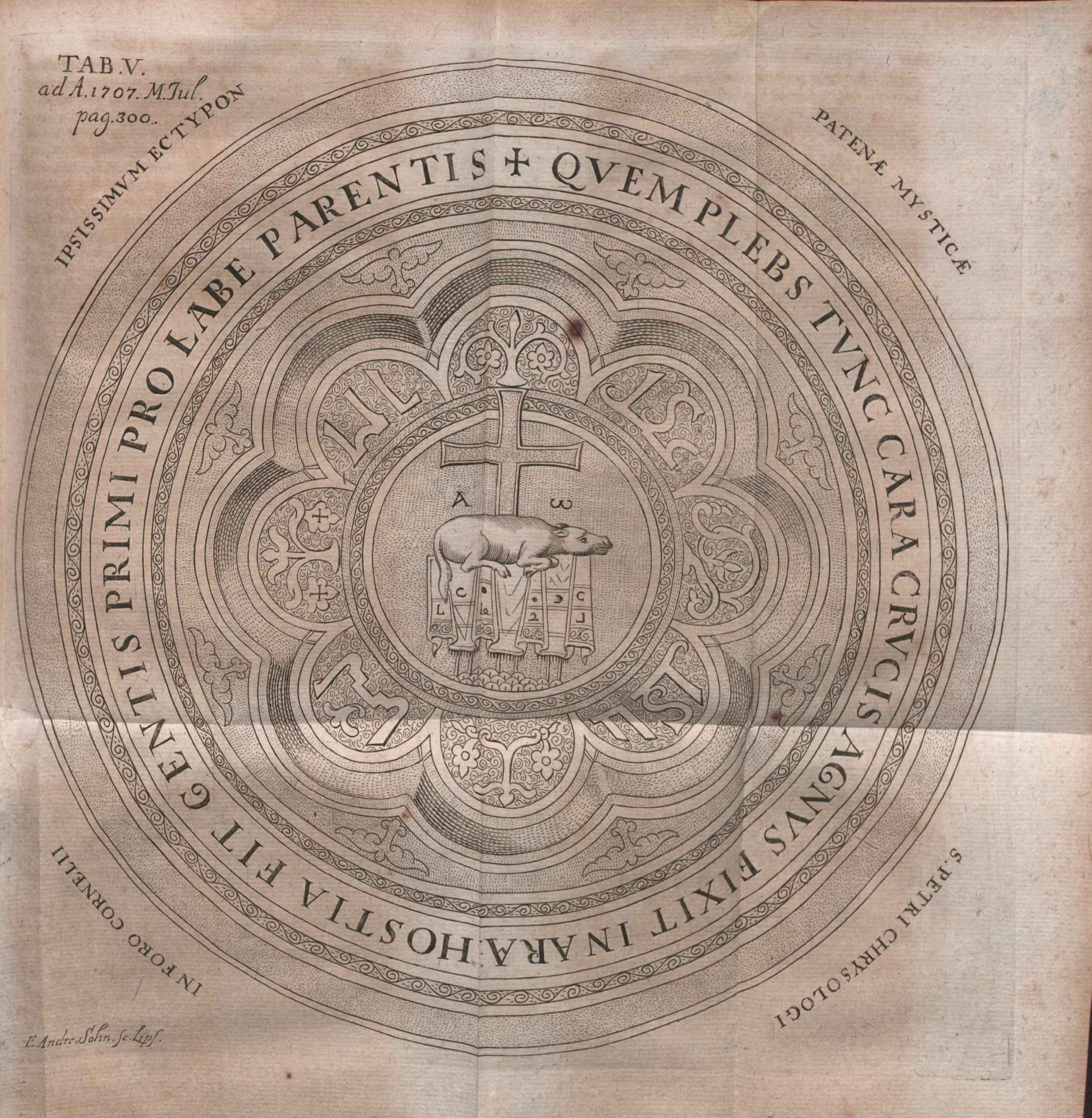
Raffigurazione di patena dedicata a San Pietro Crisologo tratta dagli Acta Eruditorum del 1707

## Uso occidentale

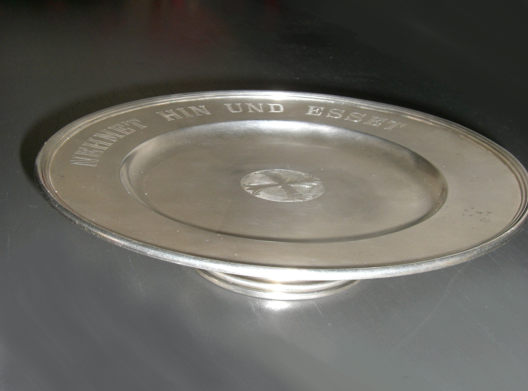
Patena in uso nella chiesa evangelica

Nell'uso della Chiesa cattolica e nelle altre chiese occidentali, la patena è un semplice piattino, fatto di materiale metallico e opaco.
Su di essa può essere appoggiata la sola ostia destinata al sacerdote oppure, se la patena è sufficientemente ampia, anche quelle destinate ai fedeli.
Nella Chiesa cattolica, I principi e norme per l’uso del Messale Romano prescrivono che i vasi sacri - e in particolare il calice e la patena - debbano essere realizzati «di materia solida e nobile, secondo la comune valutazione di ogni regione», purché «si preferiscano materie che non si rompano né si deteriorino facilmente».
Tenendo conto delle diverse disponibilità economiche delle varie realtà diocesane e Conferenze Episcopali nazionali, non viene prescritto un materiale specifico, mentre viene ribadita con certezza la liceità o raccomandazione dell'oro e dell'argento che rispondono ai requisiti di nobiltà e non deteriorabilità della materia prima.

## Uso orientale
Nell'uso della Chiesa ortodossa e delle altre chiese orientali la patena è chiamata diskos (in greco: δισκάριον, diskarion) e poggia su un piede o basamento fissato al di sotto. Il diskos è solitamente più ornato della patena occidentale. Il diskos può portare incisa un'icona di Gesù Cristo oppure un'icona della Theotókos.
Il diskos simboleggia la Vergine Maria che ha ricevuto il Cristo nel suo grembo e lo ha partorito; simboleggia anche la tomba che ha ospitato il corpo di Cristo dopo la sua morte e dalla quale è risorto.